# Platyja removens
Platyja removens är en fjärilsart som beskrevs av Walker 1858. Platyja removens ingår i släktet Platyja och familjen nattflyn. Inga underarter finns listade i Catalogue of Life.